# Cynthia Breazeal

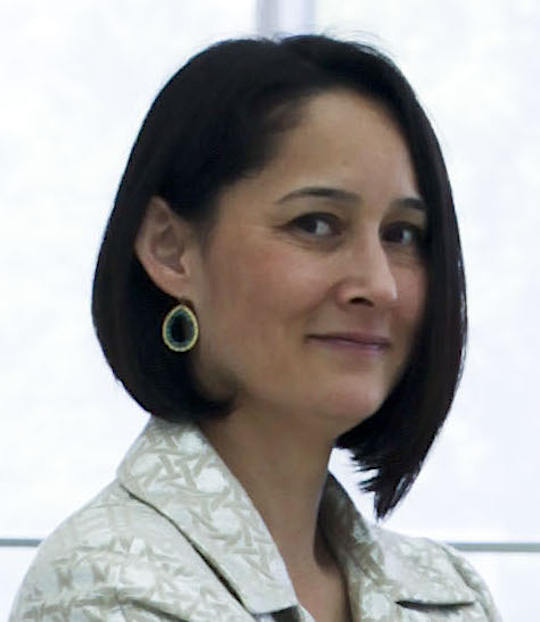
Cynthia Breazeal (2010)

Cynthia Breazeal (* 15. November 1967 in Albuquerque, New Mexico) ist eine US-amerikanische Informatikerin. Sie ist Gründerin und Leiterin der Personal Robots Group am MIT Media Lab in Cambridge und bekannt als eine Pionierin auf dem Gebiet der sozialen Robotik und der Mensch-Roboter-Interaktion.

## Leben und Werk
Breazeal studierte Elektrotechnik und Informationstechnik an der University of California, Santa Barbara und erhielt 1989 den Bachelor of Science. Am MIT bekam sie 1993 den Master of Science und 2000 promovierte sie in Elektrotechnik und Informatik. Für ihre Doktorarbeit bei Rodney Brooks entwickelte sie den Roboter Kismet und untersuchte den sozialen Austausch zwischen Menschen und humanoiden Robotern. Sowohl Kismet als auch einige der anderen von ihr entwickelten Roboter sind im MIT Museum zu sehen. Sie forscht an der Entwicklung der Prinzipien und Technologien für den Bau sozial intelligenter persönlicher Roboter, die mit Menschen interagieren und kommunizieren, zusammenarbeiten und lernen. Sie ist Gründerin und Chefwissenschaftlerin von Jibo, Inc., die weltweit den ersten Familienroboter mit  Technologien, Designerkenntnissen und Benutzererfahrungen von Social Robotern entwickelten.
Außerdem trat sie auf verschiedenen internationalen Veranstaltungen als Speakerin auf, u. a. dem World Science Festival, dem World Economic Forum und TEDWomen.
Im Februar 2022 betrug ihr H-Index 81.

## Auszeichnungen
Breazeal ist sowohl national als auch international anerkannt als Designerin und Innovatorin und hat für ihr Engagement und ihre Arbeit verschiedene Preise erhalten:
- 2008: Gilbreth Lecture Award der National Academy of Engineerin
- ONR Young Investigator Award
- TR100 / 35 Award von Technology Review
- 2008: die besten Erfindungen, TIME-Magazine[2]
- Finalistin bei den National Design Awards in Communication
- 2014: vielversprechendste Unternehmerin, Fortune Magazine
- 2014: L’Oréal USA Women in Digital NEXT Generation Award
- 2014: George R. Stibitz Computer & Communications Pioneer Award 2014 für wegweisende Beiträge zur Entwicklung von Social Robotics und Human Robot Interaction
- 2015: nominiert vom Magazin Entrepreneur als Women to Watch.[3]